# Нова-Вес-над-Житавоу
Нова-Вес-над-Житавоу (Нова-Вес, словац. Nová Ves nad Žitavou; венг. Zsitvaújfalu) — деревня в западной части Словакии района Нитра одноименного края.
Расположена на реке Житава в 6 км от Врабле, в 14 км от Злате-Моравце и в 20 км к востоку от административного центра края г. Нитры.
Население — 1356 человек (по состоянию на 31 декабря 2020).

## История

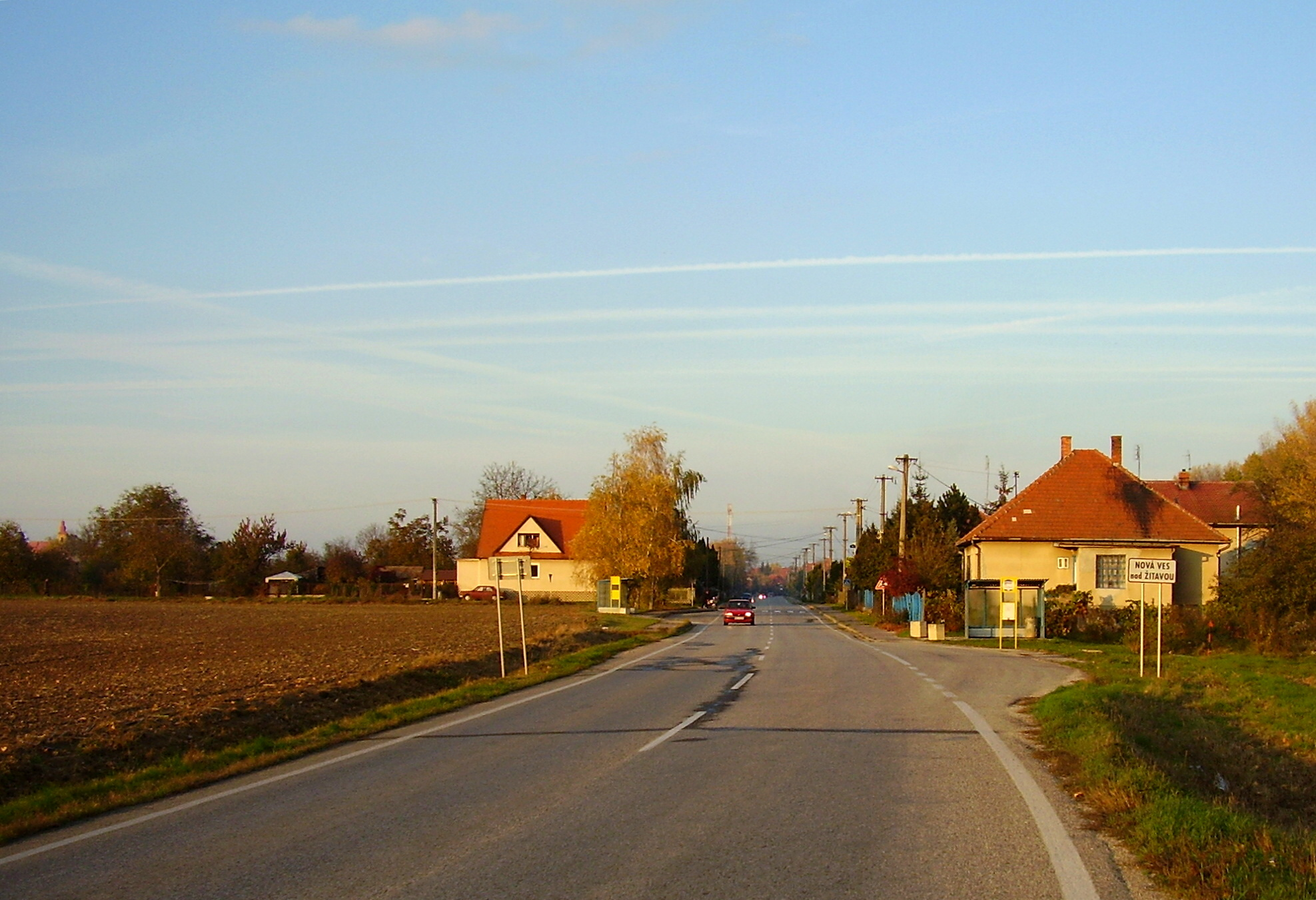
Нова Вес над Житавоу

Впервые упоминается в документах в 1355 году как Вифалу (Wyfalu ). Своеобразным предшественником была деревня Jovka (венгерская Jóka), которая упоминалась в 1229 году , которая находилась на противоположном левом берегу реки Житава. 

## Население
| Год:                | 1994 | 2004    | 2014    | 2024    |
| ------------------- | ---- | ------- | ------- | ------- |
| Количество человек: | 1321 | 1273    | 1340    | 1392    |
| Разница:            |      | −3,63 % | +5,26 % | +3,88 % |

## Достопримечательности

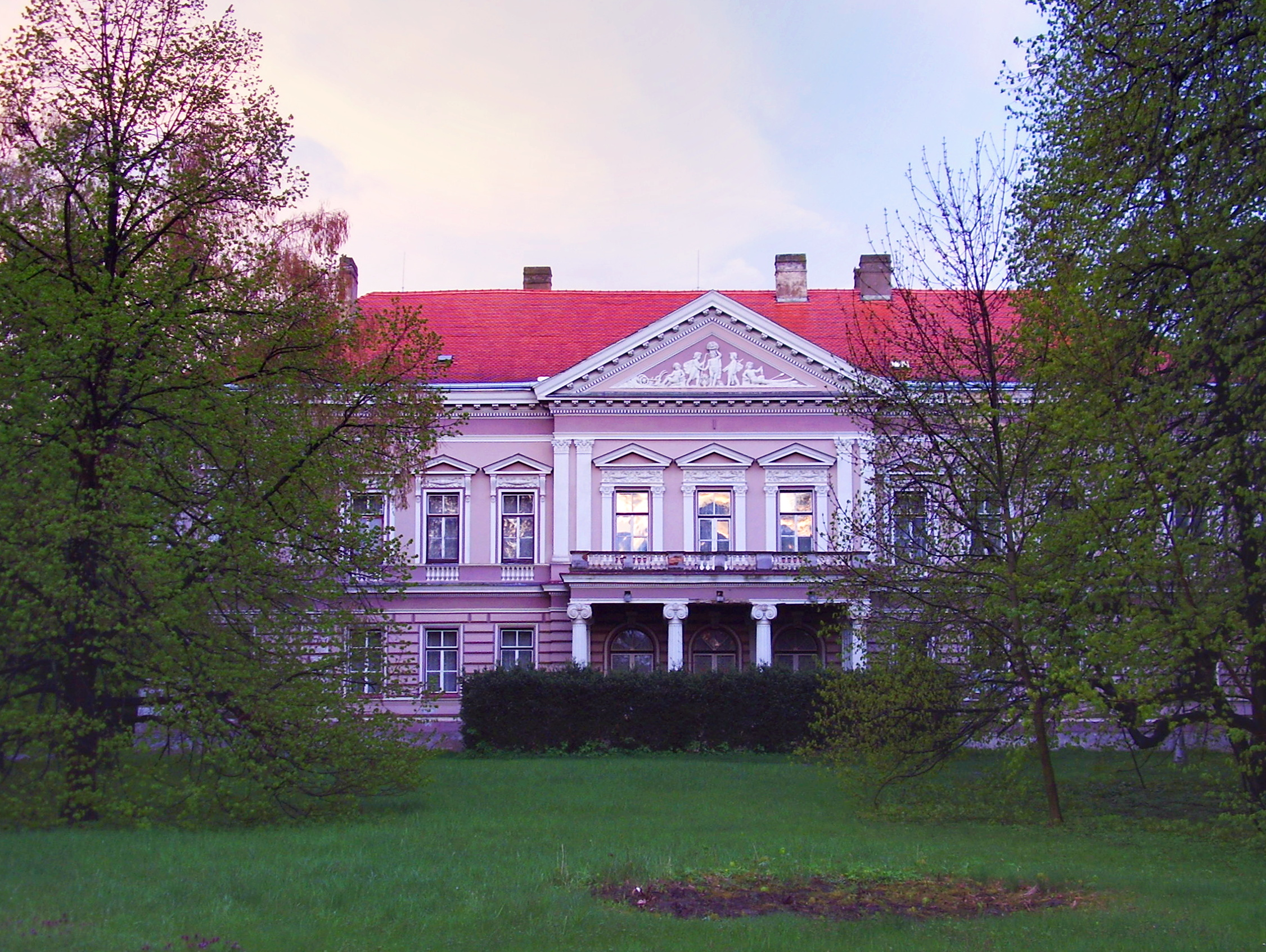
Дворец (замок) в Нова Вес над Житавоу
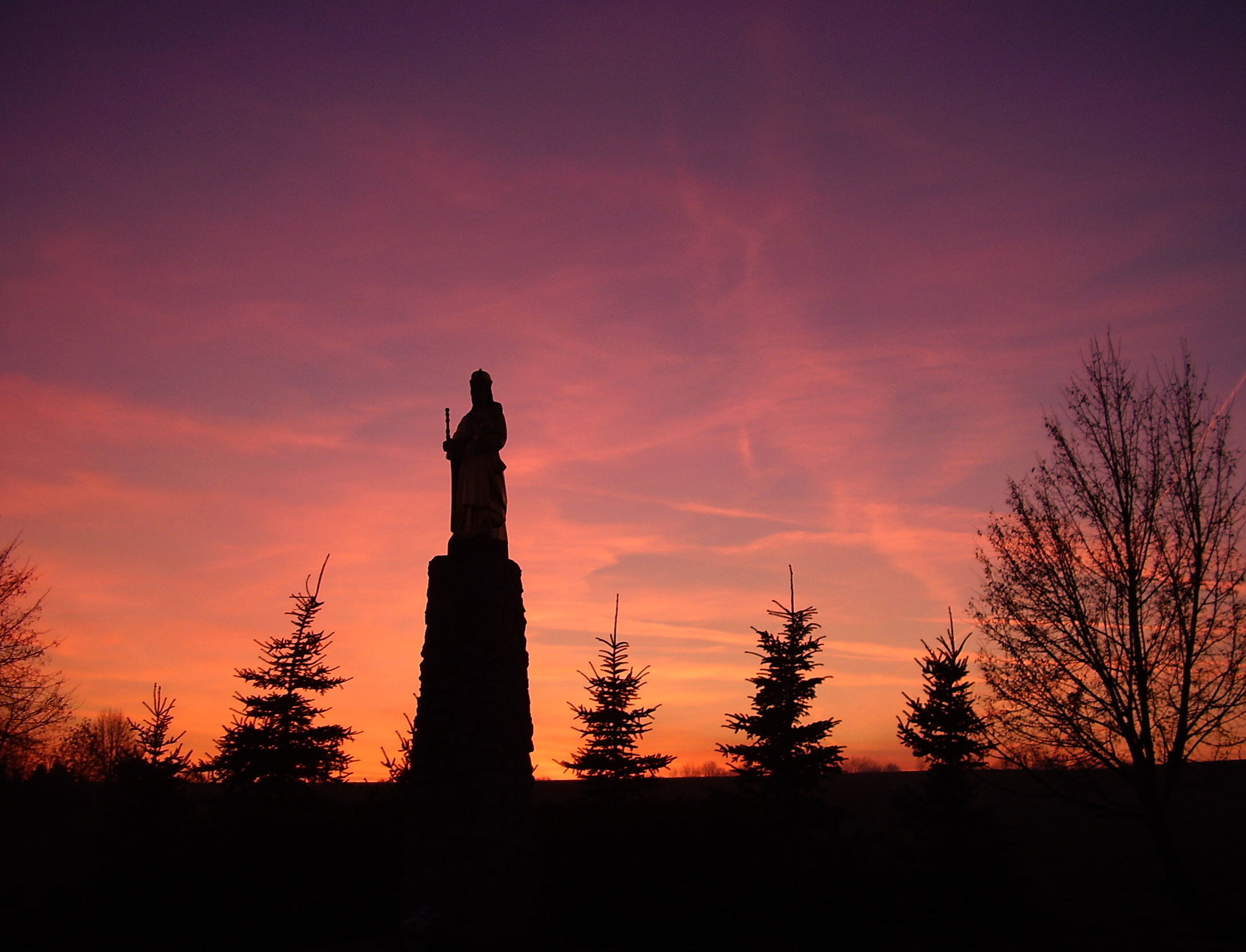
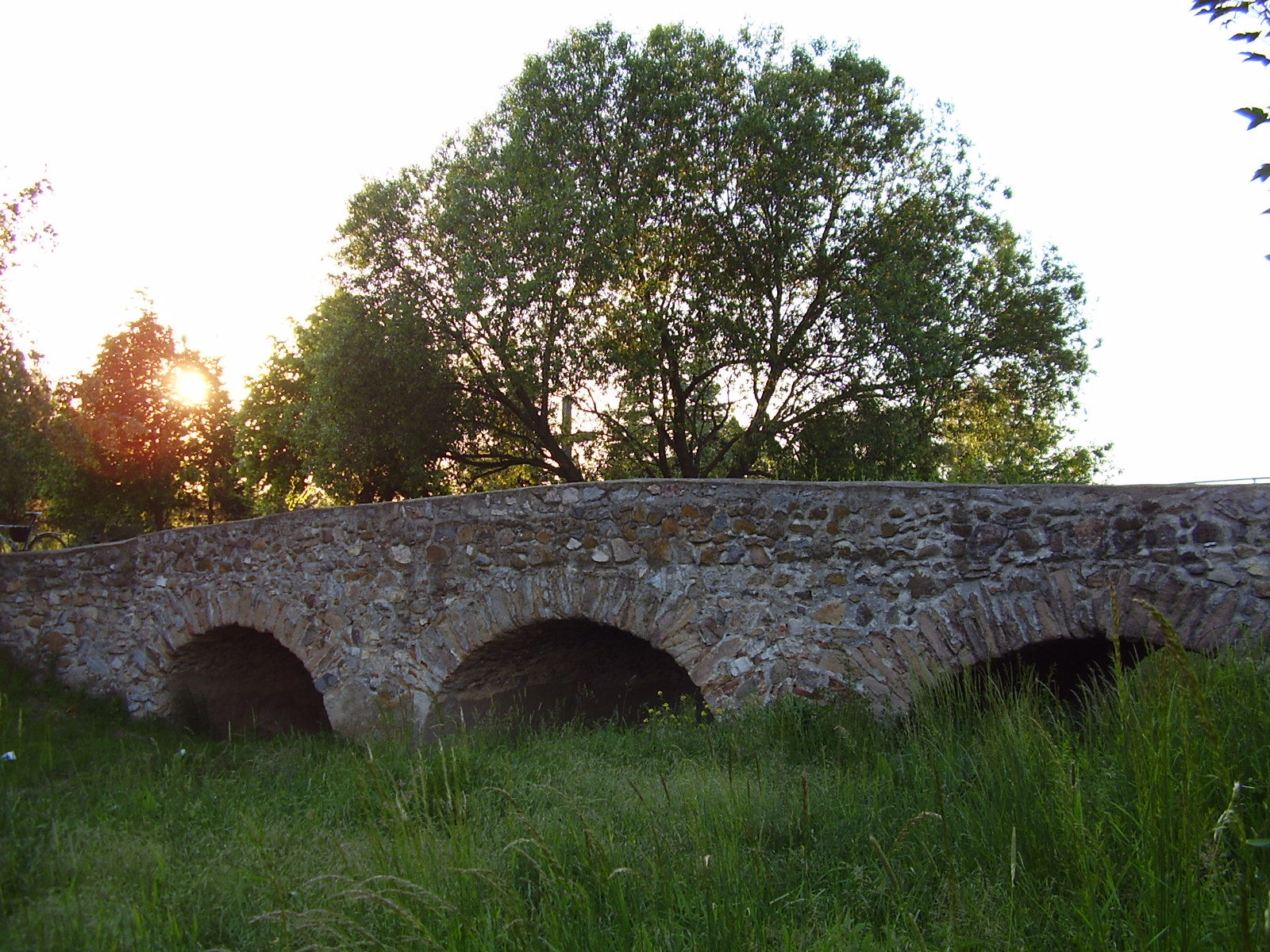
Турецкий мост
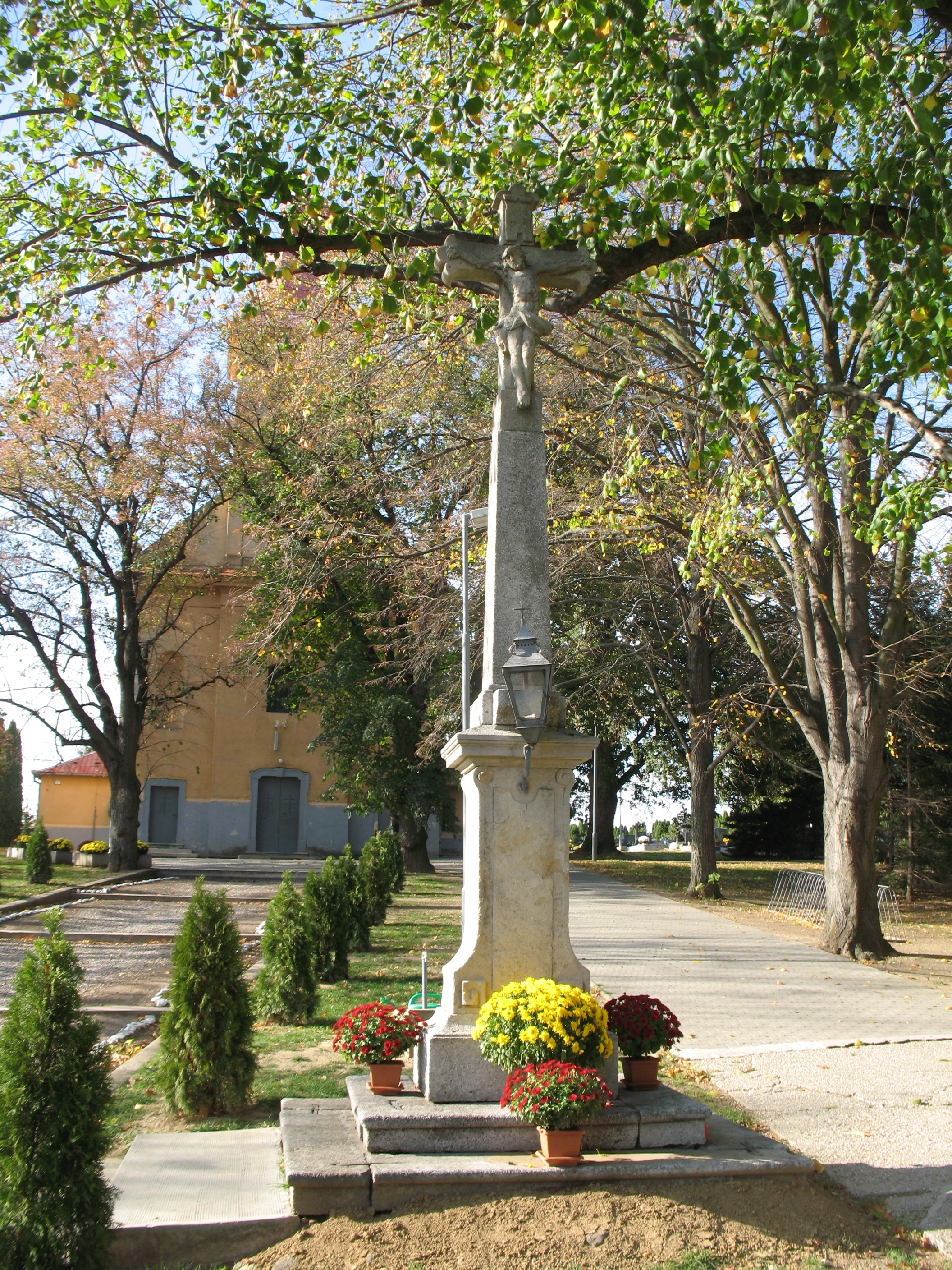
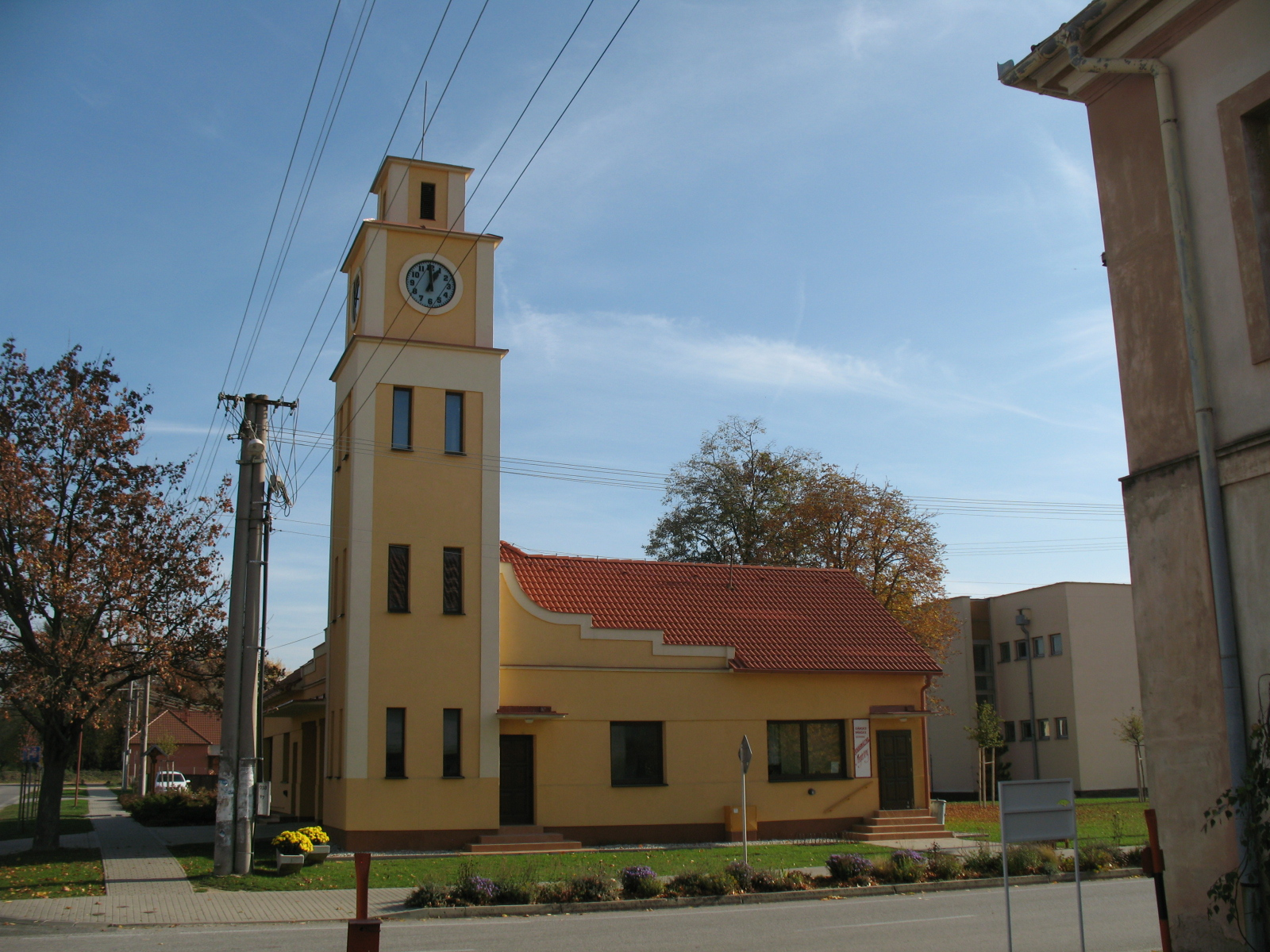
Ратуша
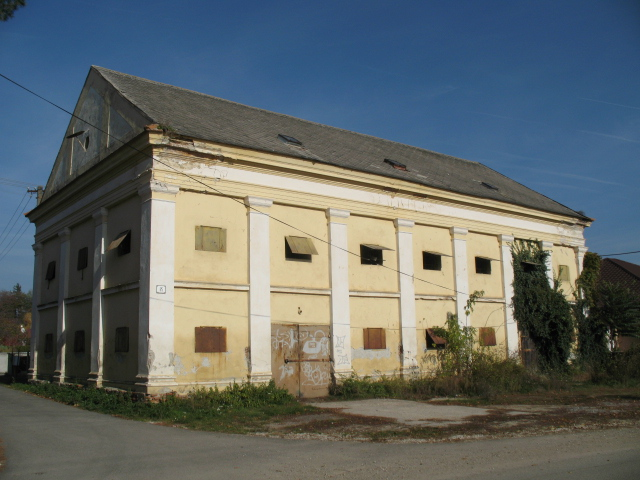
Бывшее зернохранилище
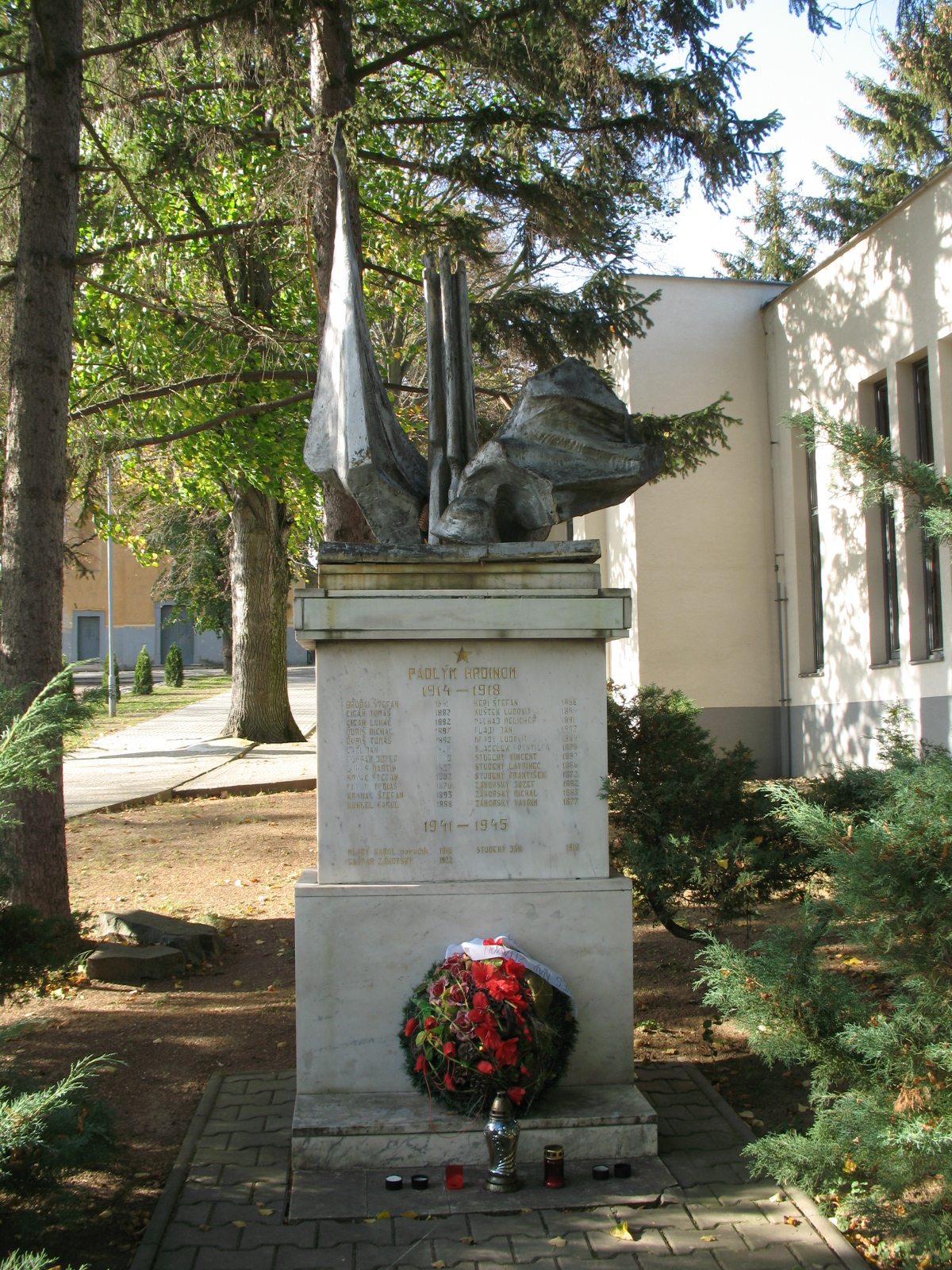
Памятник жертвам Второй мировой войны
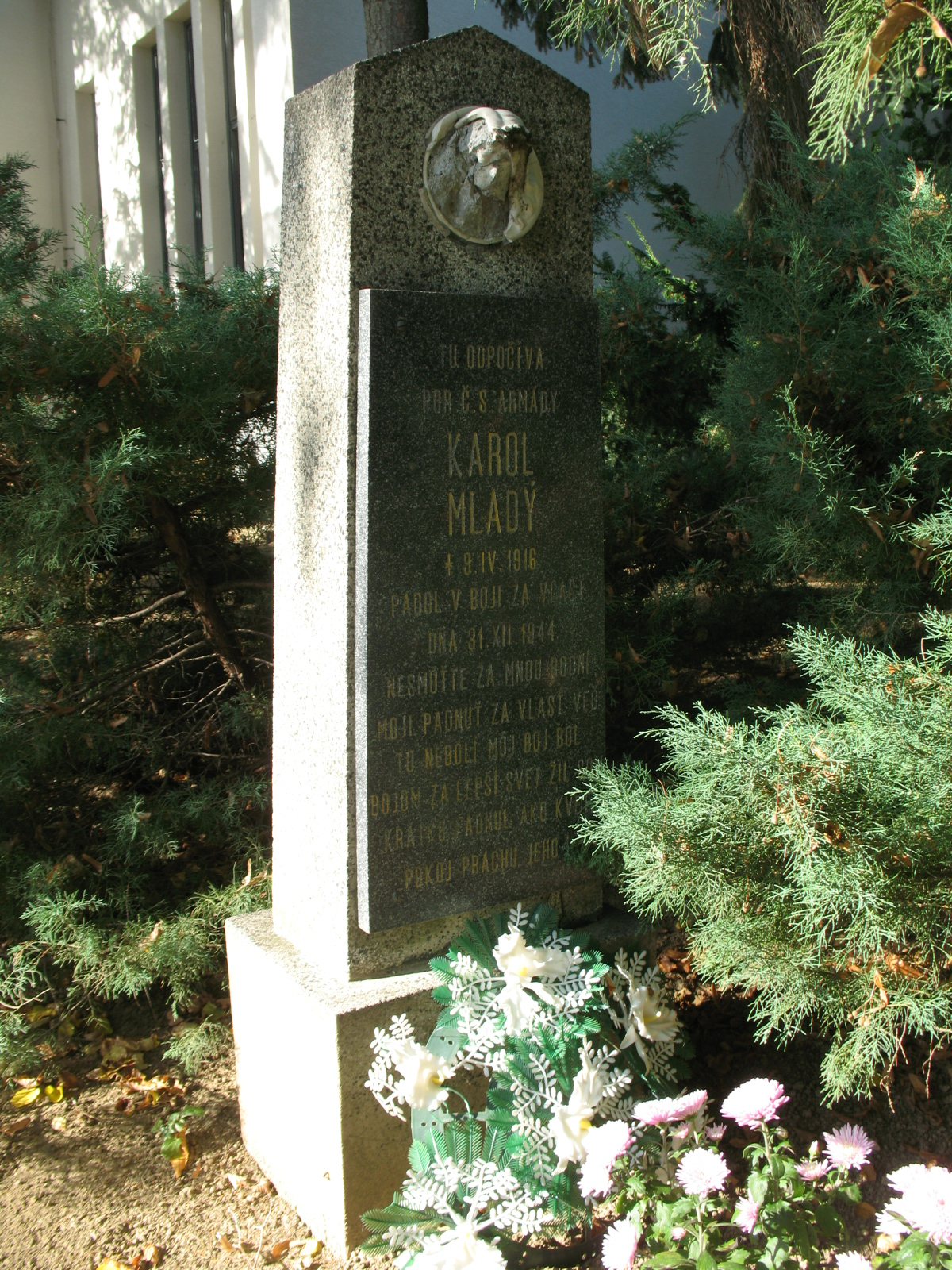